# 피카르디어 위키백과

피카르디어 위키백과는 피카르디어로 운영되는 위키백과이다. 기호는 pcd이다.